# Liste der Kulturdenkmäler in Schwarzenborn (Knüll)
Die folgende Liste enthält die in der Denkmaltopographie ausgewiesenen Kulturdenkmäler auf dem Gebiet  der Gemeinde Schwarzenborn, Schwalm-Eder-Kreis, Hessen.
Hinweis: Die Reihenfolge der Denkmäler in dieser Liste orientiert sich zunächst an StadtteilenOrtsteilen und anschließend der Anschrift, alternativ ist sie auch nach der Bezeichnung oder der Bauzeit sortierbar.
Kulturdenkmäler werden fortlaufend im Denkmalverzeichnis des Landes Hessen durch das Landesamt für Denkmalpflege Hessen auf Basis des Hessischen Denkmalschutzgesetzes (HDSchG) geführt. Die Schutzwürdigkeit eines Kulturdenkmals hängt nicht von der Eintragung in das Denkmalverzeichnis des Landes Hessen oder der Veröffentlichung in der Denkmaltopographie ab.

## Grebenhagen
| Bild                                         | Bezeichnung      | Lage                                   | Beschreibung | Bauzeit                    | Daten |
| -------------------------------------------- | ---------------- | -------------------------------------- | --- | -------------------------- | ----- |
| Ev. Filialkirche                             | Ev. Filialkirche | Kirchweg LageFlur: 41, Flurstück: 3    | Einfacher Saalbau im Kern des 16. Jahrhunderts. Die Ersterwähnung stammt aus dem Jahr 1554. An der Südseite befindet sich ein gotisches Spitzbogenfenster dieser Zeit. Der Turm wurde 1912 erbaut. Eine Restaurierung erfolgte außen 1951 und innen 1972. Innen befindet sich eine einfache barocke Kanzel und ein Taufstein. | 16. Jahrhundert            |       |
| Ehemalige Schule Grebenhagen (Schwarzenborn) | Ehemalige Schule | Hauptstraße LageFlur: 13, Flurstück: 1 | Traufständiger fünfachsiger zweigeschossiger Rähmbau in konstruktivem Fachwerk. | Mitte des 19. Jahrhunderts |       |

## Schwarzenborn
| Bild                                 | Bezeichnung                           | Lage                                         | Beschreibung | Bauzeit                            | Daten |
| ------------------------------------ | ------------------------------------- | -------------------------------------------- | --- | ---------------------------------- | ----- |
| Panorama                             | Gesamtanlage Schwarzenborn            | Lage                                         | Der alte Ortskern aus Hintergasse, Steingasse, Am neuen Tor, Marktgasse, Kirchgasse, Am Marktplatz, Gässchen und Lindenstraße ist als Gesamtanlage geschützt. | nach 1300                          |       |
| Rathaus Schwarzenborn                | Rathaus                               | Am Marktplatz 1 LageFlur: 2, Flurstück: 30   | Dreistöckiger Rähmbau | frühes 18. Jahrhundert             |       |
| Pfarrkirche Schwarzenborn            | Ev. Pfarrkirche                       | Am Marktplatz 2 LageFlur: 2, Flurstück: 37   | Einfacher Saalbau mit Westturm | erste Hälfte des 14. Jahrhunderts  |       |
| Fachwerkhaus Hintergasse 6           | Fachwerkhaus Hintergasse 6            | Hintergasse 6 LageFlur: 2, Flurstück: 134    | Zweigeschossiger traufständiger Fachwerkrähmbau | zweite Hälfte des 18. Jahrhunderts |       |
| Erntennenhaus Hintergasse 8          | Erntennenhaus Hintergasse 8           | Hintergasse 8 LageFlur: 2, Flurstück: 109    | Zweigeschossiger Rähmbau | um 1800                            |       |
| Fachwerkhaus Hintergasse 26          | Wohnwirtschaftsgebäude Hintergasse 26 | Hintergasse 26 LageFlur: 2, Flurstück: 78    | Rückwärtig auf der Stadtmauer aufsitzendes Wohnwirtschaftsgebäude                                                                                             | frühes 19. Jahrhundert             |       |
| Fachwerkhaus Im Gäßchen 12           | Fachwerkhaus Im Gäßchen 12            | Gässchen 12 LageFlur: 2, Flurstück: 180      | | zweite Hälfte des 18. Jahrhunderts |       |
| Fachwerkhaus Im Gäßchen 16           | Fachwerkhaus Im Gäßchen 16            | Gässchen 16 LageFlur: 2, Flurstück: 177      | | zweite Hälfte des 18. Jahrhunderts |       |
| Fachwerkhaus Kirchgasse 7            | Fachwerkhaus Kirchgasse 7             | Kirchgasse 7 LageFlur: 2, Flurstück: 146     | | 18. Jahrhundert                    |       |
| Wohnwirtschaftsgebäude Kirchgasse 21 | Wohnwirtschaftsgebäude Kirchgasse 21  | Kirchgasse 21 LageFlur: 2, Flurstück: 48     | | um 1800                            |       |
| Erntennenhaus Kirchgasse 27          | Erntennenhaus Kirchgasse 27           | Kirchgasse 27 LageFlur: 2, Flurstück: 56     | | 1814                               |       |
| Fachwerkhaus Marktgasse 4            | Fachwerkhaus Marktgasse 4             | Marktgasse 4 LageFlur: 2, Flurstück: 26      | | mittleres 19. Jahrhundert          |       |
| Fachwerkhaus Marktgasse 6            | Fachwerkhaus Marktgasse 6             | Marktgasse 6 LageFlur: 2, Flurstück: 34      | das Wohnhaus wurde abgebrochen | spätes 17. Jahrhundert             |       |
| Fachwerkhaus Marktgasse 9            | Fachwerkhaus Marktgasse 9             | Marktgasse 9 LageFlur: 2, Flurstück: 8       | | Mitte 18. Jahrhundert              |       |
| Fachwerkhaus Marktgasse 13           | Fachwerkhaus Marktgasse 13            | Marktgasse 13 LageFlur: 2, Flurstück: 11     | | erste Hälfte 18. Jahrhundert       |       |
| Fachwerkhaus Marktgasse 15           | Fachwerkhaus Marktgasse 15            | Marktgasse 15 LageFlur: 2, Flurstück: 12     | | erste Hälfte 18. Jahrhundert       |       |
| Fachwerkhaus Marktgasse 20           | Fachwerkhaus Marktgasse 20            | Marktgasse 20 LageFlur: 2, Flurstück: 14/2   | | frühes 19. Jahrhundert             |       |
| Fachwerkhaus Oberstadt 1             | Fachwerkhaus Oberstadt 1              | Oberstadt 1 LageFlur: 2, Flurstück: 54       | | mittleres 19. Jahrhundert          |       |
| Ehemalige Schule                     | Ehemalige Schule                      | Oberstadt 6 und 8 LageFlur: 2, Flurstück: 62 | | mittleres 19. Jahrhundert          |       |
| Fachwerkhaus Oberstadt 11            | Fachwerkhaus Oberstadt 11             | Oberstadt 11 LageFlur: 2, Flurstück: 277     | | spätes 18. Jahrhundert             |       |
| Backsteingebäude Steingasse 1        | Backsteingebäude Steingasse 1         | Steingasse 1 LageFlur: 2, Flurstück: 34      | | um 1900                            |       |
| Wohnwirtschaftsgebäude Steingasse 2  | Wohnwirtschaftsgebäude Steingasse 2   | Steingasse 2 LageFlur: 2, Flurstück: 107     | | frühes 18. Jahrhundert             |       |
| Fachwerkhaus Steingasse 5            | Fachwerkhaus Steingasse 5             | Steingasse 5 LageFlur: 2, Flurstück: 32      | | spätes 17. Jahrhundert             |       |
| Fachwerkhaus Steingasse 12           | Fachwerkhaus Steingasse 12            | Steingasse 12 LageFlur: 2, Flurstück: 101    | | frühes 19. Jahrhundert             |       |
| Fachwerkhaus Steingasse 14           | Fachwerkhaus Steingasse 14            | Steingasse 14 LageFlur: 2, Flurstück: 100    | | 19. Jahrhundert                    |       |
| Fachwerkhaus Steingasse 26           | Fachwerkhaus Steingasse 26            | Steingasse 26 LageFlur: 2, Flurstück: 92     | | frühes 18. Jahrhundert             |       |
| Fachwerkhaus Steingasse 32           | Fachwerkhaus Steingasse 32            | Steingasse 32 LageFlur: 2, Flurstück: 89     | | frühes 18. Jahrhundert             |       |
| Fachwerkhaus Unterstadt 9            | Fachwerkhaus Unterstadt 9             | Unterstadt 9 LageFlur: 1, Flurstück: 90      | | frühes 20. Jahrhundert             |       |
| Fachwerkhaus Unterstadt 10           | Fachwerkhaus Unterstadt 10            | Unterstadt 10 LageFlur: 1, Flurstück: 89     | | frühes 18. Jahrhundert             |       |
| Fachwerkhaus Unterstadt 11           | Fachwerkhaus Unterstadt 11            | Unterstadt 11 LageFlur: 1, Flurstück: 92     | | 1878                               |       |
| Fachwerkhaus Unterstadt 13           | Fachwerkhaus Unterstadt 13            | Unterstadt 13 LageFlur: 1, Flurstück: 93     | | zweite Hälfte des 19. Jahrhunderts |       |
| Fachwerkhaus Unterstadt 20           | Fachwerkhaus Unterstadt 20            | Unterstadt 20 LageFlur: 1, Flurstück: 77     | | frühes 18. Jahrhundert             |       |
| Stadtmauer                           | Stadtmauer                            | Lage                                         | Einige Reste sind, zum Teil in Wohnhäusern verbaut, erhalten.                                                                                                 | 14. Jahrhundert                    |       |
| Gut Kämmershagen                     | Gut Kämmershagen                      | Lage                                         | | mittleres 19. Jahrhundert          |       |
| Jugendherberge im Knüll              | Jugendherberge im Knüll               | Lage                                         | | 1930er Jahre                       |       |